# Língua bukiyip
A língua bukiyip ou arapesh das montanhas (também conhecido como arapesh abu', arapesh Buki e kavu) é um idioma indígena e um membro da família Arapesh, do filo Torricelli, em Papua Nova Guiné. Falado por aproximadamente 16.200 pessoas (2003). No "Atlas de línguas do Mundo em Perigo", da UNESCO o Bukiyip está listado como "em vulnerabilidade", onde seu uso é feito em especial por adultos. Crianças e adolescentes estão trocando seu uso por tok pisin e inglês.

## Distribuição
Os falantes desse idioma vivem na Província de Sepik Oriental (distrito ocidental de Yangoru, montanhas Torricelli) e Província de Sandaun (distrito de Attape Lumi).
Em relação aos dialetos, podemos citar dois menores: Buki e Lohuhwim, e dois principais Chamaun-Yabonuh e llipeim-Yamil (ocidental). São falados em uma grande região que se estende ao norte e noroeste através da Cordilheira Torricelli até a costa entre Dagua e Suom.

## Fonologia
Nos estudos o idioma em questão foram observaram a existência de quatro contornos de entonação contrastantes e de padrões de entonação característicos:

### Tons
Geralmente a penúltima sílaba é acentuada e coincide com o tom alto na silaba tônica.
Observa-se quatro contornos de entonação contrastantes e a existencia de padrões de entonação característicos.
1-  Entonação Final
Caimento do tom na sílaba final, quase sempre acompanhado de uma pausa;
2-  Entonação não final
Tom médio nivelado na sílaba final, normalmente acompanhado por uma pausa;
3-  Entonação interrogativa
Na palavra final, tom de nível alto ou médio;
4-  Entonação imperativa
Estresse pesado e agudo ao longo da oração. O tom cai rapidamente na sílaba final.  
5-  Entonação com marcadores morfológicos
5.1 - alternativa interrogativa
Final marcado pelo item o wok o 'ou não', onde o leva entonação de baixo nível e wok de alto nível.
5.2 - negação não-futura
Sinalizada por wo...e, caracterizado por forte estresse. Sílaba final: tom médio, decrescente.

### Vogais
O bukiyip possui 7 fonemas vocálicos que podem se combinar em grupos vocálicos distintos de acordo com a posição na palavra:
Grupos vocálicos iniciais: ou, ai, au e ia; 
Grupos vocálicos medianos: e (a, o, i, u) a (u, e, i) i (é, a, e), o (u, i), u (u), ú (o); 
Grupos vocálicos finais: ou, eo, uu.  
Tabela de vogais:
|         | Anterior | Central | Posterior |
| ------- | -------- | ------- | --------- |
| Fechada | i        | ɨ       | u         |
| Média   | e        | ə       | o         |
| Aberta  |          | a       |           |

### Consoantes
| Consoantes da língua Bukiyip | Consoantes da língua Bukiyip | Consoantes da língua Bukiyip | Consoantes da língua Bukiyip | Consoantes da língua Bukiyip | Consoantes da língua Bukiyip | Consoantes da língua Bukiyip | Consoantes da língua Bukiyip | Consoantes da língua Bukiyip | Consoantes da língua Bukiyip |
|                              |                              | Bilabial                     | Alveolar                     | Alveolar                     | Palatal                      | Velar                        | Velar                        | Glotal                       | Glotal                       |
| ---------------------------- | ---------------------------- | ---------------------------- | ---------------------------- | ---------------------------- | ---------------------------- | ---------------------------- | ---------------------------- | ---------------------------- | ---------------------------- |
|                              |                              |                              | plana                        | lateral                      |                              | plana                        | labial                       | plana                        | labial                       |
| Oclusiva                     | surda                        | p                            | t                            |                              |                              | k                            | kʷ                           |                              |                              |
| Oclusiva                     | sonora                       | b                            | d                            |                              |                              | ɡ                            | ɡʷ                           |                              |                              |
| Africada                     | surda                        |                              |                              |                              | tʃ                           |                              |                              |                              |                              |
| Africada                     | sonora                       |                              |                              |                              | dʒ                           |                              |                              |                              |                              |
| Fricativa                    | surda                        |                              | s                            |                              |                              |                              |                              | h                            | hʷ                           |
| Nasal                        | Nasal                        | m                            | n                            |                              | ɳ                            |                              |                              |                              |                              |
| Tap                          | Tap                          |                              | ɾ                            |                              |                              |                              |                              |                              |                              |
| Aproximante                  | Aproximante                  |                              |                              | l                            |                              |                              |                              |                              |                              |

## Gramática

### Pronomes
Classe de palavras encarregada de substituir ou ficar em oposição a uma Frase nominal modificada 1, Frase nominal modificada 2, Frase nominal coordenada ou frase nominal de aposição em uma oração. São estes que fornecem informação de gênero e número. 

#### Pronomes pessoais
| PRONOMES PESSOAIS | PRONOMES PESSOAIS | PRONOMES PESSOAIS | PRONOMES PESSOAIS |
| Pessoa            | Singular          | Dual              | Plural            |
| ----------------- | ----------------- | ----------------- | ----------------- |
| 1°                | yek(eik)          | ohwak             | apak              |
| 2°                | nyak(nyek)        | bwiepú            | ipak              |
| 3° (masculino)    | énan/nani         | omom bwiom        | omom/mami         |
| 3° (feminino)     | okok/kwakwi       | owo bwiou         | owo/wawi          |
| 3° (gênero misto) |                   | echech bwiech     | echech/chachi     |

#### Pronomes possessivos
Consiste em um radical de ligação que possui um pronome de núcleo, seguido de um possessivo enclítico "-i" e por um sufixo nominal 
Estrutura: pronome + "-i" + <unú> 

### Substantivos
Essa classe de palavras é dividida em 18 classes(formadas por um conjunto fechado de sufixos denominados <-únu>). De forma geral, os substantivos tem a seguinte estrutura:
Substantivo = núcleo substantivo + número (-unú).   
A tabela abaixo indica os vários afixos que ocorrem com as 18 classes. Existem três classes de afixos mostradas: sufixos nominais <-unú> (ocorre obrigatoriamente em todos os substantivos, exceto as classes 17 e 18), sufixos adjetivos <-ny> e prefixos verbais <n->.     
| Classes substantivos matriz 1 | Classes substantivos matriz 1 | Classes substantivos matriz 1 | Classes substantivos matriz 1 | Classes substantivos matriz 1 | Classes substantivos matriz 1 | Classes substantivos matriz 1 | Classes substantivos matriz 1 | Classes substantivos matriz 1 | Classes substantivos matriz 1 |
| Classe                        | sufixos nominais <-unú>       | sufixos nominais <-unú>       | sufixos adjetivos <-ny>       | sufixos adjetivos <-ny>       | prefixos verbais <n->         | prefixos verbais <n->         | exemplos                      | exemplos                      | exemplos                      |
| Classe                        | singular                      | plural                        | singular                      | plural                        | singular                      | plural                        | singular                      | plural                        | português                     |
| ----------------------------- | ----------------------------- | ----------------------------- | ----------------------------- | ----------------------------- | ----------------------------- | ----------------------------- | ----------------------------- | ----------------------------- | ----------------------------- |
| 1                             | -b/n                          | -bús                          | -bi                           | -búsi                         | b-/n-                         | s-                            | búb                           | búbús                         | nós de bétele                 |
| 2                             | -bél                          | -lúb                          | -bili                         | -lúbi                         | bl-                           | bl-                           | wabél                         | walúb                         | vila                          |
| 3                             | -g/-gú                        | -s/-as                        | -gali/-gú                     | -gasi                         | g-                            | s-                            | dewag                         | dewas                         | fezes                         |
| 4                             | -k                            | -ou/-eb                       | -kwi                          | -wali                         | kw-                           | w-                            | élmatok                       | élmagou                       | mulher                        |
| 5                             | -m/-bal                       | -s/-ipi/-bal                  | -mi/-bali                     | -si/-ipi/-bali                | m-/bl-                        | s-/p-/bl-                     | apam                          | apas                          | banana                        |
| 6                             | -n/-nú                        | -b                            | -nali                         | -bi                           | n-                            | b-                            | aun                           | aub                           | lua                           |
| 7                             | -n/-nú                        | -m                            | -nali                         | -mi                           | n-                            | h-                            | élman                         | élmom                         | homem                         |
| 8                             | -ny/-l                        | -ch/-has                      | -nyi/-li                      | -chi                          | ny-/l-                        | ch-                           | batawiny                      | batawich                      | criança                       |
| 9                             | -p                            | -s                            | -pi                           | -si                           | p-                            | s-                            | chuwup                        | chuwus                        | folha                         |
| 10                            | -l/-ny                        | -guh                          | -li/-ny                       | -guhi                         | l-/ny-                        | hw-                           | aul                           | auguh                         | mosquito                      |
| 11                            | -t/-tú                        | -gw                           | -tali                         | -gwi                          | t-                            | gw-                           | nobat                         | nobagw                        | cachorro                      |
| 12                            | -hw                           | -lúh                          | -hwi                          | -lihi                         | hw-                           | hl-                           | lohuhw                        | lohulúh                       | folhas de sagu                |
| 13                            | -V1h                          | -V2h                          | -hi                           | -h                            | h-                            | h-                            | yah                           | yeh/yegwih                    | estrada                       |
| 14                            | -s                            | -s                            | -si                           | -si                           | s-                            | s-                            | kes                           | kes                           | caixa                         |
| 15                            | -gún                          | -gún                          | -gúni                         | -gúni                         | gn-                           | gn-                           | buligún                       |                               | porco pequeno                 |
| 16                            | -has                          | -has                          | -                             | -                             | gn-                           | gn-                           | yawihas                       |                               | jardim                        |
| 17                            |                               |                               | -nali/-kwi                    |                               | n-/kw-                        | -                             |                               |                               | nomes pessoais                |
| 18                            |                               |                               |                               | -gún                          |                               | -gúni                         | gn-                           | gn-                           | nomes de lugares              |

### Verbos
- Estrutura dos verbos:

Os verbos têm oito classes verbais que usam diferentes estratégias para se combinaram com duas grandes classes de afixos de pessoa-número-gênero, simbolizados como <n-> 'sujeito' (marca agente ou iniciador) e <-unu> 'objeto' (marca paciente, experimentador e receptor).
Sendo assim, segue a estrutura geral de verbos:   
Sujeito (<n->) + humor (u- 'irreal, a- 'real') + Objeto 1 (<unú->) + Verbo núcleo (raiz do verbal 1-6, radical verbal 1-2, -no 'queimar', -k 'dar') + Objeto 2 (<-unú>) + benefativo ( -m 'benefativo' + <-unú>/ag 'aqui') + Direcional ( -u 'deslocado', -i 'em direção ao falante', -uk 'aspecto permanente')   Os detalhes de cada classe serão descritos adiante.
- Prefixos de sujeito pessoa-número <n-> :

A classe de prefixos <n-> tem função de marcador de sujeito para todas as classes verbais marcadas por sujeito.  
| Pessoa   | Singular | Dual | Plural |
| -------- | -------- | ---- | ------ |
| Primeira | i-       | w-   | m-     |
| Segunda  | ny-      | p-   | p-     |

~ 'i-' tem dois alomorfos: com umor irreal ocorre i-, com humor real ocorre y-.
- Sufixo de objeto pessoa-número <-unú>:

Marcam o objeto gramatical para todos os referentes de primeira e segunda pessoa e para os referentes de terceira pessoa dos substantivos 'humanos'. Também incluem sufixos nominais. 
| Pessoa   | Pessoa       | Singular   | Dual | Plural    |
| -------- | ------------ | ---------- | ---- | --------- |
| Primeira | Primeira     | -uwe/owe   | -ohu | -apú      |
| Segunda  | Segunda      | -enyú/inyú |      | -epú      |
| Terceira | masculino    | -unú/anú   |      | -om       |
| Terceira | feminino     | -ok/-uk    |      | -ou       |
| Terceira | gênero misto | -eny/-iny  |      | -ech/-ich |

- Marcadores de humor:

O marcador de humor é obrigatório em todos os verbos, exceto os classe 6. 
O humor real é usado para eventos que ocorreram no passado e no presente. Sua forma básica é a-. 
O humor irreal é usado para eventos futuros ou que não ocorreram no passado. sua forma básica é u-.
Também existem os marcadores de humor impertivo e interrogativo, o primeiro usado para ordens e o segundo para perguntas. 
- Classificação estrutural de verbos:

1. Classe 1 (estrutura): 
Sujeito (<n->) + humor (ú- 'irreal', a- 'real') + objeto (<unú->) + núcleo verbo (raiz verbal) 

2. Classe 2 (estrutura): 
Sujeito (<n->) + humor (ú- 'irreal', a- 'real') + núcleo verbo (raiz verbal 2 ou radical verbal 1) + objeto (<unú->) + direcional opcional (-u 'deslocado', -i 'em direção ao falante')

3. Classe 3 (estrutura): 
Sujeito (<n->) + humor (ú- 'irreal', a- 'real') + objeto opcional (<unú->) + núcleo verbo (raiz verbal 3, radical verbal 1) + benefativo opcional ( -m 'benefativo' + <-unú> ou -ag 'aqui')

4. Classe 4 (estrutura): 
Sujeito (<-n->) + humor (u- 'irreal', a- 'real') + núcleo verbo (raiz verbal 4 ou radical verbal 2) + objeto opcional (<-unú>) + benefativo opcional (-m 'benefativo' + <-unú> ou -ag 'aqui') + direcional opcional (-u 'deslocado', -i 'em direção ao falante', -uk 'aspecto permanente')

5. Classe 5 (estrutura): 
Sujeito (<n->) + humor (ú- 'irreal', a- 'real') + núcleo verbo (raiz verbal 5 ou radical verbal 2)  + benefativo opcional (-m 'benefativo' + <-unú>) + direcional opcional (-u 'deslocado', -i 'em direção ao falante', -uk 'aspecto permanente')

6. Classe 6 (estrutura): 
núcleo verbo (raiz verbal 6) + objeto (<-unú>)

7. Classe 7 (estrutura): 
Sujeito (h- 'classe singular 13' ) + humor (ú- 'irreal', a- 'real') + núcleo verbo (-no 'queimar') + objeto opcional (<-unú>)

8. Classe 8 (estrutura): 
Sujeito (<n->) + humor (u- 'irreal', a- 'real') + núcleo verbo (-kú 'dar) + objeto opcional 1(<-unú>) + objeto opcional 2(<-unú>) + direcional opcional (-u 'deslocado', -i 'em direção ao falante', -uk 'aspecto permanente')

### Sentença
A ordem da frase utilizada no idioma Bukiyip é a SVO (Sujeito - Verbo - Objeto).
O nível de frase é considerado complexo, existindo um total de 23 tipos de frases. 
Frase verbal
- Frase verbal modificada:

Estrutura: Modificador opcional ( advérbio classe 1-2) + cabeça obrigatória (verbo classe 1-7) + modificador opcional (advérbio classe 3 ou frase advérbio)
- Frase verbal repetida:

Estrutura: Cabeça obrigatória( verbo classe 10 ou verbo de movimento) + modificador opcional (advérbio classe 3) +  Cabeça obrigatória( verbo classe 10 ou "-Ito") + modificador opcional (advérbio classe 3 ou frase advérbio)
- Frase verbal coordenada:

Estrutura: Cabeça obrigatória( verbo classe 1-5 ou frase verbal coordenada) + cabeça obrigatória (verbo classe 1-5 ou frase verbal modificada) + modificador opcional ("-yúh")
- Frase verbal de movimento:

Estrutura: Cabeça obrigatória( verbo de movimento ou frase verbal e movimento) + cabeça obrigatória (verbo classe 3 ou frase verbal coordenada) + modificador opcional (advérbio classe 3)
Frase nominal
- Frase nominal modificada 1:

Estrutura: Modificador opcional ( demonstrativo, frase numeral ou radical quantitativo) + Modificador opcional ( adjetivo classe 2, frase adjetiva, oração nominalizada ou frase limitante) + possessivo opcional (frase possessiva ou pronome possessivo) + cabeça opcional (substantivo classe 1-15 ou frase nominal coordenada) + modificador opcional (adjetivo derivado ou adjetivo classe 2)
- Frase nominal modificada 2:

Estrutura: Modificador obrigatório (radical do substantivo, substantivo classe 17, substantivo classe 18 ou frase locativa classe 3) + cabeça obrigatória (substantivo)
- Frase nominal de aposição:

Estrutura: Cabeça obrigatória (frase nominal de aposição, frase nominal coordenada, demonstrativo, frase intensiva, substantivo classe 18, pronome ou radical temporal) + aposição obrigatória (oração, oração nominalizada, frase nominal coordenada frase nominal modificada 1, substantivo classe 17, substantivo classe 18, radical de substantivo derivado, pronome ou radical temporal) + identificação opcional (pronome)
- Frase nominal coordenada:

Estrutura: Cabeça obrigatória (frase nominal de aposição, frase nominal modificada, substantivo classe 17 ou pronome) + cabeça obrigatória ( frase nominal de aposição, frase nominal modificada 1, substantivo classe 17 ou pronome) + coordenada opcional ("o", "úli", <n-> + a + -nú, <n-> + ú- + -nú)
Frase possessiva
Estrutura: Cabeça obrigatória (frase nominal de aposição, frase nominal coordenada, demonstrativo, frase locativa 3, frase nominal modificada 1, substantivo classe 17, substantivo classe 18 ou radical do substantivo) + possessivo obrigatório (pronome pessoal ou "-i")
Frase limitadora
Estrutura: Cabeça obrigatória (Advérbio, demonstrativo, frase nominal modificada 1, radical do substantivo ou pronome) + limitador obrigatório ("at-" + <-únú> ou "ati")
Frase intensiva
Estrutura: cabeça obrigatória (pronome) + intensificador obrigatório ("kénak" ou "meoh")
Frase instrumental-benéfica
Estrutura: Benéfico obrigatório ( "umu) + cabeça obrigatória (oração intransitiva, oração transitiva ou frase nominal modificada 1)
Frase de semelhança
Estrutura: Similiariedade obrigatória ((ko) bwidou (k)) + cabeça obrigatória (orção intransitiva, oração transitiva, demonstrativo, pronome ou frase nominal modificada1) + Similiariedade obrigatória ("-umu")
Frase de acompanhamento
Estrutura: cabeça obrigatória (pronome, frase nominal modificada 1, frase nominal de aposição) + acompanhamento obrigatório ( "nágun")
Frase Locativa 1
Estrutura: Locativo opcional ( locativo (palavra)) + cabeça obrigatória (oração locativa, palavra locativa, frase locativa 2, frase locativa 3, frase nominal modificada 1 ou substantivo classe 18) + identificador obrigatório (substantivo classe 18)
Frase Locativa 2
Estrutura: cabeça obrigatória (oração intransitiva, oração transitiva, locativo, substantivo ou pronome) + locativo obrigatório ("-umu" ou "-ahah")
Frase locativa 3
Estrutura: cabeça obrigatória 1 (locativo 2) + cabeça obrigatória 2 (locativo 3)
Frase temporal 1
Estrutura: cabeça obrigatória (radical temporal) + temporal opcional ("-abali")
Frase temporal 2
Estrutura: moficador opcional ( "húlúkati-mu) + cabeça obrigatória ( palavra temporal)
Frase temporal em série
Estrutura: cabeça obrigatória ( palavra temporal) + cabeça obrigatória (palvra temporal) (pode se repetir até 3 vezes)
Frase numeral
Estrutura: Cabeça obrigatória (frase nominal modificada 1 ou substantivo numeral) + cabeça opcional (substantivo numeral) + cabeça opcional (substantivo numeral)
Frase interrogativa
Estrutura: Modificador obrigatório (palavra interrogativa) + cabeça obrigatória (substantivo classe 1-14)
Frase adjetiva
Estrutura: Cabeça obrigatória 1 (radical do adjetivo 2) + Cabeça obrigatória 2 (radical do adjetivo 2)
Frase advérbial
Estrutura: Cabeça obrigatória ("kwalowi", "sili sili" ou "namudak") + modificador opcional ("atú nú") + exclusão obrigatória ("meoh" ou "ati")

## Sistema de Contagem
São utilizados dois sistemas de numeração: 
Um sistema baseado em 3 símbolos para contar dias, cocos, peixes, etc. 
Um sistema baseado em 4 símbolos para representar quantidades relativas a nozes, bananas e escudos, por exemplo.  

## Vocabulário
Em um projeto realizado pela http://archive.phonetics.ucla.edu/, foram apresentadas algumas palavras muito utilizadas em Bukiyp e suas traduções para o inglês. Segue abaixo a tabela com escrita, pronúncia e tradução (inglês e português). Ao lado temos o áudio dos oradores, que segue a ordem da tabela partindo dos 00:29 segundos. 
| Entrada | som ilustrado | Ortografia | IPA       | Inglês                                                       | Português                                                                      |
| ------- | ------------- | ---------- | --------- | ------------------------------------------------------------ | ------------------------------------------------------------------------------ |
| 1       | i             | ito        | itʰo      | I climb                                                      | eu escalo                                                                      |
| 2       | i             | giha       | gihæ      | sorry                                                        | desculpe                                                                       |
| 3       | i             | youi       | jowi      | you (pl) come                                                | vocês vêm                                                                      |
| 4       | ɪ             | itarak     | ɪtʰæɾaeqʰ | I go down                                                    | eu desço                                                                       |
| 5       | ɪ             | rowogig    | ɾowogigʰ  | old woman                                                    | velha                                                                          |
| 6       | eɪ            | eig        | eɪgʰ      | I                                                            | eu                                                                             |
| 7       | eɪ            | meiok      | meɪjoqʰ   | my niece                                                     | minha sobrinha                                                                 |
| 8       | eɪ            | šukei      | ʃoqʰeɪ    | give me                                                      | me dê                                                                          |
| 9       | ɛ             | Eñua       | eɪɲuwæ    | name of female                                               | nome de mulher                                                                 |
| 10      | ɛ             | meharig    | meɪhæɾigʰ | swamp crab                                                   | caranguejo do pântano                                                          |
| 11      | ɛ             | hape       | hæpeɪ     | they (male) stay                                             | eles (homens) ficam                                                            |
| 12      | æ             | Arapeš     | æɾæpeɪʃ   | people, friends                                              | pessoas, amigos                                                                |
| 13      | æ             | yama       | jæmə      | mother                                                       | mãe                                                                            |
| 14      | æ             | muda       | mudæ      | when                                                         | quando                                                                         |
| 15      | ə             | omom       | unæ       | they (male)                                                  | eles (masculino)                                                               |
| 16      | ə             | utabör     | nuhɞtʰ    | stones                                                       | pedras                                                                         |
| 17      | ə             | yama       | bɞhugu    | mother                                                       | mãe                                                                            |
| 18      | u             | una        | ɞtʰu      | we go                                                        | nós vamos                                                                      |
| 19      | u             | nuhut      | ogudæ     | tomorrow                                                     | amanhã                                                                         |
| 20      | u             | buhugu     | ɔtʰɔtʰ    | you go down                                                  | você desce                                                                     |
| 21      | ɞ             | utu        | ɞtʰu      | we fall                                                      | nós caímos                                                                     |
| 22      | ɞ             | oguda      | ogudæ     | these _______                                                | esses ______                                                                   |
| 23      | ɔ             | otot       | ɔtʰɔtʰ    | it (dog)                                                     | ele (cachorro)                                                                 |
| 24      | ɔ             | ouot       | əwɔtʰ     | hen                                                          | galinha                                                                        |
| 25      | o             | omom       | əmom      | they (male)                                                  | eles (masculino)                                                               |
| 26      | o             | mohun      | mohɞn     | brother-in-law                                               | cunhado                                                                        |
| 27      | o             | uto        | utʰo      | let's climb                                                  | vamos subir                                                                    |
| 28      | ø             | böb        | bøb       | betel-nut                                                    | noz de bétele                                                                  |
| 29      | ø             | bör        | bør       | go down                                                      | descer                                                                         |
| 30      | a             | aun        | awun      | moon                                                         | lua                                                                            |
| 31      | a             | tuag       | tʰuwagʰ   | white man                                                    | homem branco                                                                   |
| 32      | a             | ua         | uwa       | nothing                                                      | nada                                                                           |
| 33      | ɸ             | pahap      | ɸæhæɸ     | you (pl.) got angry at us                                    | vocês ficaram com raiva de nós                                                 |
| 34      | ɸ             | apap       | æɸæɸ      | banana                                                       | banana                                                                         |
| 35      | ɸ             | apap       | æɸæɸ      | banana                                                       | banana                                                                         |
| 36      | b             | baben      | bæbʷɛn    | grandfather                                                  | avô                                                                            |
| 37      | b             | babeg      | bæbʷɛgʰ   | grandmother                                                  | avó                                                                            |
| 38      | b             | worub      | woɾɞb     | river                                                        | rio                                                                            |
| 39      | t             | tanam      | tʰənaem   | you (sg.) return                                             | você retorna                                                                   |
| 40      | t             | utabör     | utʰæbør   | stones                                                       | pedras                                                                         |
| 41      | t             | out        | əwutʰ     | rat                                                          | ratazana                                                                       |
| 42      | d             | daweh      | dæweɪh    | container                                                    | recipiente                                                                     |
| 43      | d             | aduk       | əduqʰ     | outside                                                      | fora                                                                           |
| 44      | q             | kare       | qʰəɾeɪ    | you go                                                       | você vai                                                                       |
| 45      | q             | okok       | oqoqʰ     | she                                                          | ela                                                                            |
| 46      | q             | ohok       | ohokʰ     | coconut tree                                                 | coqueiro                                                                       |
| 47      | g             | giha       | gihæ      | sorry                                                        | desculpe                                                                       |
| 48      | g             | agab       | ægæb      | side                                                         | lateral                                                                        |
| 49      | g             | abag       | æbægʰ     | sago shoots                                                  | brotos de sagu                                                                 |
| 50      | m             | mane       | maneɪ     | what                                                         | que                                                                            |
| 51      | m             | mame       | mamʷeɪ    | there they (male) are                                        | lá estão eles (masculino)                                                      |
| 52      | m             | mawam      | mawəm     | we grew them                                                 | nós os cultivamos                                                              |
| 53      | n             | nato       | natʰo     | he climbed up                                                | ele subiu                                                                      |
| 54      | n             | nunun      | nunɞn     | spoil him                                                    | mima-o                                                                         |
| 55      | n             | kuran      | qʰuɾən    | she marries him                                              | ela se casa com ele                                                            |
| 56      | ɲ             | ñape       | ɲæpʷeɪ    | are you there                                                | você está aí                                                                   |
| 57      | ɲ             | nañah      | naɲæh     | he's eating __________                                       | ele está comendo                                                               |
| 58      | ɲ             | nañ        | næɲ       | he beats you                                                 | ele bate em você                                                               |
| 59      | s             | sahur      | sæhɞr     | you (sg.) run                                                | você corre                                                                     |
| 60      | s             | usuog      | usuwogʰ   | let's hold her                                               | vamos segurá-la                                                                |
| 61      | s             | suos       | suwəs     | you hold _________                                           | você segura______                                                              |
| 62      | ʃ             | šape       | ʃæpʷeɪ    | they are there                                               | eles estão ali                                                                 |
| 63      | ʃ             | ešuguh     | ɛʃuguh    | worms found in sago palms                                    | vermes encontrados em palmeiras de sagu                                        |
| 64      | ʃ             | Arapeš     | æɾæpeɪʃ   | friends, people                                              | amigos, pessoas                                                                |
| 65      | dʒ            | jah        | dʒæh      | my belongings                                                | meus pertences                                                                 |
| 66      | dʒ            | kujar      | qʰudʒar   | rope-like fiber bound around ankles when climbing palm trees | fibra semelhante a corda amarrada ao redor dos tornozelos ao escalar palmeiras |
| 67      | ɾ             | raböp      | ɾæbøɸ     | rib                                                          | costela                                                                        |
| 68      | ɾ             | urugum     | uɾɞqɞm    | heart                                                        | coração                                                                        |
| 69      | ɾ             | wabör      | wæbør     | home                                                         | casa                                                                           |
| 70      | j             | yama       | jæmə      | mother                                                       | mãe                                                                            |
| 71      | j             | yayen      | jæjɛn     | father                                                       | pai                                                                            |
| 72      | w             | wawen      | wawən     | my uncle                                                     | meu tio                                                                        |
| 73      | w             | nawan      | nawan     | he plants                                                    | ele planta                                                                     |
| 74      | w             | hawaw      | hawaw     | they plant                                                   | eles plantam                                                                   |
| 75      | h             | hape       | hæpʷeɪ    | they (male) stay                                             | eles (homens) ficam                                                            |
| 76      | h             | hahe       | haheɪ     | they (male) get angry                                        | eles (homens) ficam com raiva                                                  |
| 77      | h             | apeh       | apʷeɪ     | newspaper used for smoking                                   | jornal usado para fumar                                                        |

## Menções
- A língua Bukiyip foi assunto de um problema da décima sexta edição da IOL,[5] no ano de 2018, abordando formas numéricas na língua.